# 몽탄면
몽탄면(夢灘面)은 대한민국 전라남도 무안군에 위치한 면이다.

## 개요
몽탄면은 고려 태조 왕건이 후백제를 공략하다가 현 나주 동강면으로 퇴각하였다. 그러나 영산강이 막혀 건너지 못하고 있던 중 꿈에 백발노인이 나타나 눈앞의 호수는 강이 아니라 여울(灘)이니 빨리 건너라고 하므로 말을 타고 현재의 몽탄나루를 건너 견훤군과 싸워 대승을 거두었다하여 몽탄이라 부르게 되었다고 전해지고 있다.
사창리 사동마을은 천주교 광주대교구의 옥현진 대주교의 고향이기도 하다.

## 법정리
- 구산리
- 귀학리
- 내리
- 다산리
- 달산리
- 당호리
- 대치리
- 명산리 명산장어와 구 명산역이 있다.
- 몽강리
- 봉명리
- 봉산리
- 사창리
- 사천리
- 약곡리
- 양장리
- 이산리
- 청용리
- 학산리

## 특산물
- 300여년 전통기법 분청사기(무안요) 원래 강진군에 있던 명인들이 일제의 공격으로 인해 이곳으로 오면서 조성됐다. 또한 두리토방, 사곡요, 영산요, 흙과 사람들, 몽탄옹기도 있다.

## 학교
| 학교명         | 소재지                       | 비고        |
| -------------- | ---------------------------- | ----------- |
| 몽탄초등학교   | 몽탄면 몽탄로 878 (사천리)   |             |
| 몽탄북초등학교 | 몽탄면 우명길 43 (사창리)    | 2009년 폐교 |
| 몽탄남초등학교 | 몽탄면 사옥길 12 (청용리)    | 2009년 폐교 |
| 무안몽탄중학교 | 몽탄면 호동길 38-10 (구산리) |             |